# Ónodi Eszter
Ónodi Eszter (született Kovács) (Budapest, 1973. február 17. –) Jászai Mari-díjas magyar színésznő.

## Élete
Gyermekkorát Budapesten töltötte. Nyolc éven át tanult zongorázni. 1991-ben érettségizett a budapesti Eötvös József Gimnáziumban. 1991–1995 között az ELTE Bölcsészettudományi Kar angol–magyar szakán tanult és szerzett bölcsészdiplomát. Közben 1994-ben felvételt nyert a Színház- és Filmművészeti Főiskolára Zsámbéki Gábor osztályába. Már harmadéves főiskolásként megkapta első főszerepét a Katona József Színházban (Shakespeare: Szeget szeggel) és belekóstolt a filmforgatás világába is a Glamour című filmben (amely 2000-ben a Filmszemlén fődíjat nyert). 1998 óta a Katona József Színház tagja, de számos helyen vendégszerepel is.
A színház mellett számtalan filmben is szerepel és szinkronizál. 2013-ban Monte-Carlóban elnyerte az Arany Nimfa díjat, legjobb női főszereplőként, az Aglaja című filmben nyújtott alakításáért.
25 évesen változtatott nevet – édesapja után Kovács volt –, és vált édesanyja nevével Ónodi Eszterként ismert színésznővé. Élettársa Keszég László színész-rendező, fiuk Zsigmond (2006).

## Színpadi szerepeiből
- Shakespeare: 
  - Szeget szeggel – Izabella
  - A vihar – Miranda
  - Ahogy tetszik – Rosalinda
- Gombrowicz: Yvonne, burgundi hercegnő – Iza
- Egressy Zoltán: Portugál – Feleség
- Molnár Ferenc: Játék a kastélyban – Annie
- Bertolt Brecht – Kurt Weil: Koldusopera – Polly
- Euripidész: Bakkhánsnők – Teiresziász
- Weöres Sándor: Szent György és a Sárkány – Cynthia
- Goethe: Stella – címszerep
- Urs Widmer: Top Dogs – Lili
- Vinnai András – Bodó Viktor: Motel – Theresa
- Spiró György: Koccanás – Nő
- Anton Pavlovics Csehov: Ivanov – Anna Petrovna
- Bozsik Yvette: Commedia dell’arte – Colombina
- Vinnai András – Bodó Viktor: Ledarálnakeltűntem…
- William Congreve: Így él a világ – Miss Millamant
- Szophoklész: Trakhiszi nők – Déianeira
- Ödön von Horváth: Mit csinál a kongresszus? – Luise Gift
- Gorkij: Barbárok – Monahova, Nagyezsda Polikarpovna
- Molière: A mizantróp – Céliméne
- Kovács Dániel–Vinnai András: Virágos Magyarország – Nyulassy Viola, virágkötő
- Carlo Goldoni: A nyaralás – Donna Florida
- Marius von Mayenburg: Mártírok (Erika Roth)
- Gorkij: Fényevők (Jelena)
- Joel Pommerat: A két Korea újraegyesítése
- Mike Leigh: Abigail Bulija (Suzy)
- Ivan Viripajev Részegek
- Ibsen: Nóra – karácsony Helmeréknél (címszerep)

## Filmszerepeiből
- Hunyadi (2025)
- Marsra magyar! (2024)
- A Karantén Zóna (2022)
- Így vagy tökéletes (2021)
- Apatigris (2021–2023)
- Seveled (2019)
- Nyitva (2018)
- Bogaras szülők (2018)
- Valami Amerika 3. (2018)
- Korhatáros szerelem (2017–2018)
- Halj már meg! - Marcsi (2016)
- Anyám és más futóbolondok a családból - Berta (2015)
- Aranyélet (2015–2018) - Janka
- Swing (2014)
- Houdini (TV-Mini-Series, 2014) - Cecilia Weiss
- Deák Krisztina: Aglaja (2012) – Sabine
- Herendi Gábor: Valami Amerika 2. (2008) – Eszter
- Pánik (2008)
- Tavasz, nyár, ősz (2007)
- A hét nyolcadik napja (2006)
- Csodálatos vadállatok (2005, TV film)
- Dyga Zsombor: Kész cirkusz (2005) – Pöcök
- Bergendy Péter: Állítsátok meg Terézanyut! (2004) – Lujzi
- Bereményi Géza: Hóesés a Vízivárosban (2004, TV film) – anya
- Oláh J. Gábor: Rap, Revü, Rómeó (2004) – Elza
- Fazekas Csaba: Boldog Születésnapot (2003) – Gyöngyi
- Liliomfi (2003)
- A Pál utcai fiúk (2003, TV film)
- Hukkle (2002)
- Perlasca – Egy igaz ember története (2002, TV film)
- András Ferenc: A Szent Lőrinc folyó lazacai (2002) – Matyi
- Sacra Corona (2001)
- Herendi Gábor: Valami Amerika (2002) – Eszter
- Gödrös Frigyes: Glamour (2000) – Gerda
- Deák Krisztina: Jadviga párnája (2000) – Irmus
- Kabay Barna: Meseautó (2000) – Kovács Vera
- Kisváros (2000–2001)
- Kalózok (1999) – Anci
- Portugál (1999) – feleség
- A napfény íze (1999)
- Az alkimista és a szűz (1998) – Eszténa
- Száműzött forradalom (tévéfilm)

## Rádiószínházi szerepei
- Szép Ernő: Lila ákác (Hédi, Táncosnő) (1997)
- Bródy Sándor: A szerető. Erkölcsrajz egy főhercegi családról (Eőz Anna) dramaturg: Sződy Szilárd rendezte: Saár Tamás (1999)
- Egressy Zoltán: Reviczky (Hamilton hercegnő) dr.: Mesterházi Márton – Solténszky Tibor r.: Máté Gábor (1999)
- Ödön von Horváth: Don Juan megjön a háborúból (Magda) rádióra alkalmazta: Sultz Sándor r.: Solténszky Tibor (2001)
- Molnár Péter: Keresők, avagy a lány neve (Ági) dr.: Turay Tamás r.: Vajdai Vilmos (2001)
- Sáry László: Tyukodi pajtás dr.: Sződy Szilárd r.: Sáry László (2001)
- Szerb Antal: Utas és holdvilág (Erzsi) dr.: Turay Tamás r.: Vajdai Vilmos (2002)
- Federico Fellini: Az ideális utazás (Örömlány) ford. és r.: Papp Gábor Zsigmond dr.: Simon László (2003)
- Borbély Szilárd: Anette és Lübin, avagy Fanny és Tódor igaz története (Sophie) dr.: Marschall Éva r.: Lehoczky Orsolya (2003)
- Gabnai Katalin: A jó élet (2011)
- Ladik Katalin: Élhetek az arcodon? (Művésznő) dr.: Cseicsner Otília r.: Szilágyi Kornél (2012)

## Szinkronszerepei
- Vérvörös nyár: Audrey De Graf – Lucie Jeanne
- Pirosszka: Piroska - Anne Hathaway

## CD-k és hangoskönyvek
- Királylányos mesék
- Lewis Carroll: Aliz kalandjai Csodaországban[5]
- Berg Judit: Hisztimesék - Meseleves
- Egressy Zoltán: Júlialepke
- Tóth Krisztina: Fehér farkas
- Beatrix Potter: Nyúl Péter és barátai

## Elismerései
- Katona József Színház Vastaps-díj - a legjobb női alakítás (1999)
- Beau Monde-díj (2001)
- Magyar Filmkritikusok Díja – Legjobb női alakítás díja (2000, 2004, 2013)
- Súgó Csiga díj (2002)
- Magyar Hírlap - Az 50 legsikeresebb magyar fiatal (2003)
- 34. Magyar Filmszemle – a legjobb női alakítás (2003)
- Voxcar–díj – a legjobb női alakítás (2004)
- Berlinale - a Magyar Filmunió delegáltja (2004)[6][7]
- Jászai Mari-díj (2005)
- Magyar Köztársasági Arany Érdemkereszt (2007)
- Színikritikusok díja – Legjobb női főszereplő (2007, 2013)
- Fővárosi Önkormányzat Színházi Díja – Legjobb női alakítás (2009)
- Arany Nimfa díj - a legjobb női főszereplőnek járó díj (2013)
- Pécsi Országos Színházi Találkozó - Legjobb női főszereplő (2017)
- Arany Medál díj (2018)